# Giải bóng đá trong nhà vô địch quốc gia 2008
Giải futsal Quốc gia 2008 là giải bóng đá futsal do Liên đoàn bóng đá Việt Nam tổ chức lần thứ hai. Mùa giải 2008, Giải Futsal quốc gia năm nay có 11 đội bóng tham dự được chia thành hai nhóm A và B, thi đấu vòng tròn một lượt, chọn hai đội xếp nhất, nhì mỗi nhóm vào bán kết, với hai giai đoạn. Giai đoạn 1 sẽ diễn ra từ ngày 2 đến 10/3 tại Thành phố Hồ Chí Minh. Giai đoạn 2 được tổ chức từ ngày 4 đến 10/10 tại Đà Nẵng.

## Phương thức thi đấu
Giải Futsal quốc gia 2008 có 11 đội bóng tham dự được chia thành hai nhóm A và B, thi đấu vòng tròn một lượt, chọn hai đội xếp nhất, nhì mỗi nhóm vào bán kết, với hai giai đoạn. Giai đoạn 1 sẽ diễn ra từ ngày 2 đến 10/3 tại Thành phố Hồ Chí Minh. Giai đoạn 2 được tổ chức từ ngày 4 đến 10/10 tại nhà thi đấu Đại học Bách Khoa, Đà Nẵng.

## Cách tính điểm, xếp hạng
- Đội thắng: 3 điểm, Đội hoà: 1 điểm và Đội thua: 0 điểm;

Tính tổng số điểm của các Đội đạt được để xếp thứ hạng.
- Nếu có từ hai Đội trở lên bằng điểm nhau, thứ hạng các Đội sẽ được xác định như sau: trước hết sẽ tính kết quả của các trận đấu giữa các Đội đó với nhau theo thứ tự: 
  - Tổng số điểm.
  - Thành tích đối đầu.
  - Hiệu số của tổng số bàn thắng trừ tổng số bàn thua.
  - Tổng số bàn thắng.

Đội nào có chỉ số cao hơn sẽ xếp trên.
Nếu các chỉ số vẫn bằng nhau, Ban tổ chức sẽ tổ chức bốc thăm để xác định thứ hạng của các Đội (trong trường hợp chỉ có hai đội có các chỉ số trên bằng nhau và còn thi đấu trên sân thì sẽ tiếp tục thi đá luân lưu 6m để xác định đội xếp trên).

## Thay đổi trong giải đấu
Ở giai đoạn I có 11 đội bóng tham dự, nhà vô địch là Thái Sơn Nam và á quân là Đà Nẵng. Nhưng giai đoạn II chỉ còn lại 4 đội tham dự đó là Thái Sơn Nam, Thái Sơn Bắc, Đà Nẵng, Ôtô Phạm Gia. Thêm hai đội mới của tỉnh Quảng Ngãi đó là Vietcombank Quảng Ngãi và Cấp nước Quảng Ngãi cũng tham dự. 7 đội còn lại ở giai đoạn một không dự giai đoạn II vì lý do không thể sắp xếp được thời gian, công việc.

## Giai đoạn II
Giải Futsal toàn quốc – Cúp Arirang 2008 giai đoạn II từ ngày 4/10 đến 9/10/2008 diễn ra tại sân Đại học Bách Khoa Đà Nẵng.
| GIẢI FUTSAL QUỐC GIA - Cúp Arirang 2008 | GIẢI FUTSAL QUỐC GIA - Cúp Arirang 2008 | GIẢI FUTSAL QUỐC GIA - Cúp Arirang 2008 | GIẢI FUTSAL QUỐC GIA - Cúp Arirang 2008 | GIẢI FUTSAL QUỐC GIA - Cúp Arirang 2008 | GIẢI FUTSAL QUỐC GIA - Cúp Arirang 2008 |
| --------------------------------------- | --------------------------------------- | --------------------------------------- | --------------------------------------- | --------------------------------------- | --------------------------------------- |
| Ngày                                    | Giờ                                     | Nhà thi đấu                             | Đội 1                                   | Tỷ số                                   | Đội 2                                   |
| 4/10/2008                               | 13:30                                   | Đại học Bách Khoa                       | Đà Nẵng                                 | 3-0                                     | Ô Tô Phạm Gia                           |
| 4/10/2008                               | 15:30                                   | Đại học Bách Khoa                       | Cấp nước Quảng Ngãi                     | 2-4                                     | VCB Quảng Ngãi                          |
| 4/10/2008                               | 17:30                                   | Đại học Bách Khoa                       | Thái Sơn Nam                            | 3-1                                     | Thái Sơn Bắc                            |
| 5/10/2008                               | 13:30                                   | Đại học Bách Khoa                       | Thái Sơn Bắc                            | 2-3                                     | VCB Quảng Ngãi                          |
| 5/10/2008                               | 15:30                                   | Đại học Bách Khoa                       | Đà Nẵng                                 | 3-4                                     | Thái Sơn Nam                            |
| 5/10/2008                               | 17:30                                   | Đại học Bách Khoa                       | Ô tô Phạm Gia                           | 8-4                                     | Cấp nước Quảng Ngãi                     |
| 6/10/2008                               | 13:30                                   | Đại học Bách Khoa                       | Thái Sơn Nam                            | 11-3                                    | Cấp nước Quảng Ngãi                     |
| 6/10/2008                               | 15:30                                   | Đại học Bách Khoa                       | Thái Sơn Bắc                            | 4-2                                     | Đà Nẵng                                 |
| 6/10/2008                               | 17:30                                   | Đại học Bách Khoa                       | VCB Quảng Ngãi                          | 2-2                                     | Ô tô Phạm Gia                           |
| 7/10/2008                               | 13:30                                   | Đại học Bách Khoa                       | Ô tô Phạm Gia                           | 1-4                                     | Thái Sơn Bắc                            |
| 7/10/2008                               | 15:30                                   | Đại học Bách Khoa                       | Cấp nước Quảng Ngãi                     | 3-6                                     | Đà Nẵng                                 |
| 7/10/2008                               | 17:30                                   | Đại học Bách Khoa                       | VCB Quảng Ngãi                          | 3-2                                     | Thái Sơn Nam                            |
| 8/10/2008                               | 13:30                                   | Đại học Bách Khoa                       | Thái Sơn Bắc                            | 1-0                                     | Cấp nước Quảng Ngãi                     |
| 8/10/2008                               | 15:30                                   | Đại học Bách Khoa                       | Ô tô Phạm Gia                           | 3-3                                     | Thái Sơn Nam                            |
| 8/10/2008                               | 17:30                                   | Đại học Bách Khoa                       | Đà Nẵng                                 | 5-2                                     | VCB Quảng Ngãi                          |

Kết quả
- Tổng số bàn thắng: 96, tính trung bình: 6 bàn/ trận
- Tổng số thẻ vàng: 38 thẻ, tính trung bình: 2.375 thẻ/ trận
- Tổng số thẻ đỏ: 6 thẻ, tính trung bình: 0.375 thẻ/ trận.

### Bảng xếp hạng
| TT | Đội                    | Trận | Thắng | Hòa | Thua | Hiệu số | Điểm |
| 1  | Vietcombank Quảng Ngãi | 5    | 3     | 1   | 1    | 16-13   | 10   |
| 2  | Thái Sơn Nam           | 5    | 3     | 1   | 1    | 33-13   | 10   |
| 3  | Thái Sơn Bắc           | 5    | 3     | 0   | 2    | 12-9    | 9    |
| 4  | Hoàng Thư Đà Nẵng      | 5    | 3     | 0   | 2    | 19-13   | 9    |
| 5  | Ô tô Phạm Gia          | 5    | 1     | 2   | 2    | 14-16   | 5    |
| 6  | Cấp nước Quảng Ngãi    | 5    | 0     | 0   | 5    | 12-32   | 0    |

| TT | Đội               | Thắng | Hòa | Thua | Hiệu số | Điểm |
| 1  | Thái Sơn Nam      | 2     | 1   | 0    | 10-7    | 7    |
| 2  | Thái Sơn Bắc      | 2     | 0   | 1    | 9-6     | 6    |
| 3  | Hoàng Thư Đà Nẵng | 2     | 0   | 1    | 8-8     | 3    |
| 4  | Ô tô Phạm Gia     | 0     | 1   | 2    | 4-10    | 1    |

## Trận tranh ngôi Á quân
Ngày 9 tháng 10 năm 2008, tại nhà thi đấu Đại học Bách Khoa Đà Nẵng, Giai đoạn II của Giải vô địch quốc gia Futsal - Cúp Arirang 2008 đã kết thúc với giải nhất thuộc về đội Vietcombank Quảng Ngãi, giải nhì thuộc về đội Thái Sơn Nam và giải ba thuộc về đội Thái Sơn Bắc.
Ở giai đoạn I, đội xếp thứ hai là Hoàng Thư Đà Nẵng nhưng sang giai đoạn II, vị trí đó lại thuộc về đội Thái Sơn Bắc. Vì vậy, chiều 9/10, cả hai đội Thái Sơn Bắc và Hoàng Thư Đà Nẵng phải đá thêm một trận tranh vị trí thứ hai và ba chung cuộc. Sau 40 phút thi đấu, cả hai đội cầm chân nhau với tỷ số 3-3 và trên chấm 11m định mệnh, đội Thái Sơn Bắc đã đánh bại đội Hoàng Thư Đà Nẵng với tỷ số 4-2, đội Hoàng Thư Đà Nẵng nhận huy chương đồng và nhường vị trí thứ hai cho Thái Sơn Bắc.
Theo điều lệ năm 2008, đội vô địch là đội có thành tích tốt nhất ở cả hai giai đoạn. Vì vậy, do đội vô địch giai đoạn II đó là Vietcombank Quảng Ngãi không thi đấu giai đoạn I và đội Thái Sơn Nam có thành tích tốt nhất trong các đội dự giai đoạn II nên Thái Sơn Nam vô địch Giải vô địch quốc gia Futsal - Cúp Arirang 2008.
- Giải futsal Quốc gia 2008

|  | v             |  |
|  | ------------- |  |
|  | [ (chi tiết)] |  |

|  |       | Luân lưu 11m |
|  | 2 - 4 |              |

## Tổng kết mùa giải
- Vô địch: Thái Sơn Nam – Huy chương vàng và 80 triệu đồng
- Hạng Nhì: Thái Sơn Bắc – Huy chương bạc và 50 triệu đồng
- Hạng Ba: Hoàng Thư Đà Nẵng – Huy chương đồng và 30 triệu đồng
- Cầu thủ xuất sắc nhất giải: Hà Bảo Minh (6- Thái Sơn Nam).
- Vua phá lưới: Trần Đức (10- Hoàng Thư Đà Nẵng) 10 bàn.
- Thủ môn xuất sắc: Trần Hữu Huy (15 – Hoàng Thư Đà Nẵng).[1]